# Molophilus remotus
Molophilus remotus là một loài ruồi trong họ Limoniidae. Chúng phân bố ở miền Australasia.